# Bactrocera flavopectoralis
Bactrocera flavopectoralis är en tvåvingeart som först beskrevs av Erich Martin Hering 1953.  Bactrocera flavopectoralis ingår i släktet Bactrocera och familjen borrflugor. Inga underarter finns listade.